# Tipula (Savtshenkia) nivalis
Tipula (Savtshenkia) nivalis is een tweevleugelige uit de familie langpootmuggen (Tipulidae). De soort komt voor in het Palearctisch gebied.